# Steffen Gresch

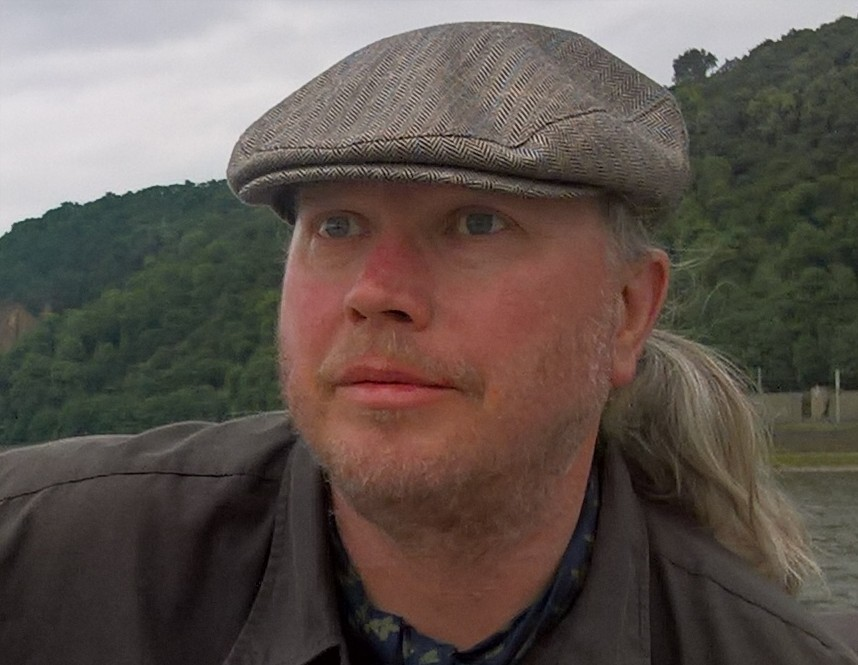
Steffen Gresch 2017

Steffen Michael Gresch (* 2. August 1965 in Quedlinburg) ist ein deutscher Vortragskünstler, Schauspieler und Autor. 
Er gehörte in den 1980er-Jahren zur Opposition in der DDR, war ein Vertreter der Bürgerrechtsbewegung und Mitbegründer der Arbeitsgruppe Menschenrechte in Leipzig.

## Leben

### Künstlerisches und politisch-subversives Engagement in der DDR bis 1987
Während einer Schlosserlehre in den Leuna-Werken erwarb Gresch 1982/83 frühe Bühnenerfahrung und schauspielerische Grundkenntnisse bei einer Agit-Prop-Theatergruppe im Rahmen der FDJ. Aufgrund zunehmender ideologischer Differenzen kam es jedoch zur baldigen Trennung.
Nach Abschluss der Lehre begann er eine krankenpflegerische Tätigkeit an der Universitätsklinik in Leipzig.
Die Kontakte zu Ost-Berliner Oppositionskreisen motivierten Gresch, politische Lieder zur Gitarre zu ersinnen, die das totalitäre SED-Regime in Frage zu stellen bestimmt waren. Diese wurden von ihm auf kirchlichen Veranstaltungen vorgetragen, so auch in der Weinbergskirche in Dresden, oft aber auch nur bei privaten subkulturellen Zusammenkünften.
Am 24. November 1985 konnte Gresch als Nicht-Berliner an der Gründung der Berliner Initiative Frieden und Menschenrechte in der Wohnung von Wolfgang Templin in Berlin-Pankow teilnehmen.
1986 wagte sich Gresch auch die Ost-Berliner Samisdat-Zeitschrift Grenzfall in Leipzig zu verbreiten.
Während dieser Zeit verdiente er sich seinen Lebensunterhalt als Akt- und Portrait-Modell an der Leipziger Hochschule für Grafik und Buchkunst (HGB).
Nach Bekanntwerden des von ihm gestellten Ausreiseantrages in die Bundesrepublik Deutschland erhielt er „Modell-Verbot“. Wie ihm der derzeitige Rektor der HGB, der Maler Arno Rink, versicherte, habe es sich dabei um einen einmaligen politischen Eingriff des Ministeriums des Inneren gehandelt, um ein spezifisches Berufsverbot angesichts einer eigentlich unbedeutenden Honorar-Tätigkeit.
Von Januar bis Juni 1987 fand Gresch eine Beschäftigung im Hausmeisterbereich der Verwaltung des Theologischen Seminars Leipzig.

#### Gründung der Arbeitsgruppe Menschenrechte in Leipzig 1986

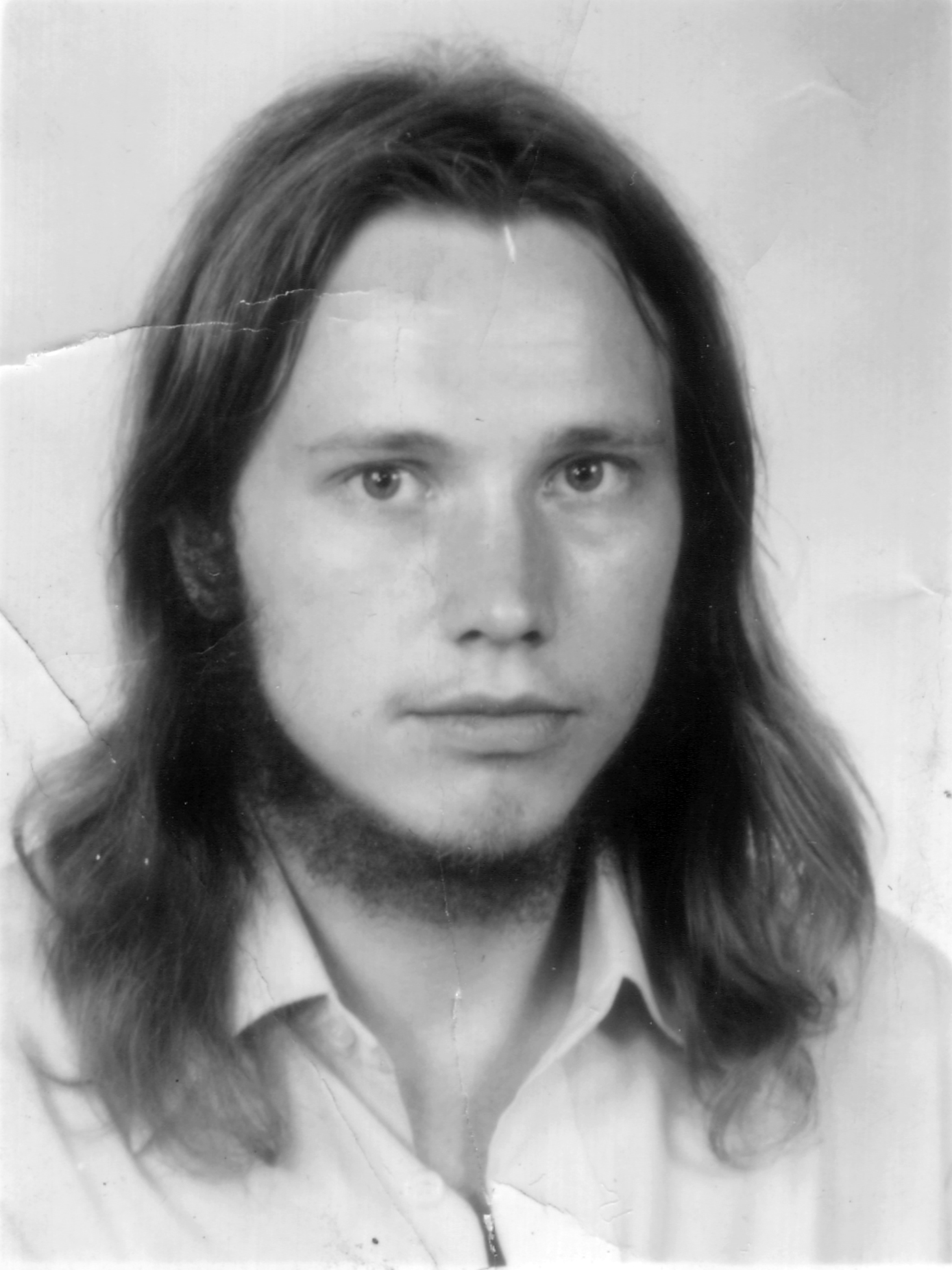
Steffen Gresch 1984 Leipzig

Inspiriert durch die vorjährige Ost-Berliner Gründung der Initiative Frieden und Menschenrechte führte Gresch Sondierungsgespräche mit Freundinnen und Freunden im Umkreis des Theologischen Seminars Leipzig, wobei er erfuhr, dass der einstige Pfarrer der Dresdner Weinbergskirche, Christoph Wonneberger, inzwischen in Leipzig wirkte. Gresch bereitete in seiner Wohnung eine Lesung mit dem Regimekritiker Peter Grimm vor, wozu auch Christoph Wonneberger eingeladen wurde.
Im Dezember 2013 erinnert sich Steffen Gresch:

„Ich organisierte eine Lesung bei mir zu Hause in der Leipziger Schletterstraße 12/Hinterhof in einem hoffnungslos überfüllten Wohnzimmer im September 1986. Mein Weggefährte Peter Grimm von der Initiative Frieden und Menschenrechte präsentierte erfolgreich eine Auswahl seiner Texte. Danach stellten Peter und ich die (heute legendäre) Oppositionszeitung Grenzfall vor. Das war der Auftakt einer fruchtbaren Kooperation mit Christoph Wonneberger, Beate Schade, Andrea Stefan, Oliver Kloss und anderen Leipzigern. – Von nun an arbeiteten wir gemeinsam darauf hin, zu den Allgemeinen Menschenrechten einen Arbeitskreis aufzubauen, der das Thema ‚Recht auf freie Äußerung der Meinung‘ ebenso wirksam in die Öffentlichkeit bringen sollte wie vielleicht eines Tages sogar das ‚Recht auf Freizügigkeit‘. Der Rahmen der damaligen Möglichkeiten war eng. Mit staatlicher Repression war stets zu rechnen, wenn die Wirkung über den engen Kreis vertrauter Freunde hinaus gehen sollte.

Nun verabredeten wir regelmäßige Treffen, wobei es uns vor allem darum ging, einen günstigen Zeitpunkt und eine geeignete Räumlichkeit hierfür zu finden, aber auch einen möglichst perfekten Ablauf der hierzu geplanten Veranstaltung zu strukturieren. Dabei erwies sich Christoph Wonnebergers Insiderwissen als unverzichtbar für unsere Arbeit, sein kluges Abwägen, lagen doch neben der Staatssicherheit auch innerkirchliche Gegner auf der Lauer ... 

Am 24. Mai 1987 war es soweit. Im gut gefüllten Keller der Leipziger Michaeliskirche präsentierte sich unsere Arbeitsgruppe Menschenrechte erstmals in der Öffentlichkeit mit der Performance: ‚Ich bin so frei !!! – Das Menschenrecht Meinungsfreiheit im Gespräch‘. – Eine für damalige Verhältnisse radikale Veranstaltung, deren Gelingen die Mitwirkenden selbst überraschte. Die Gruppe wuchs nun um ein Vielfaches an Mitgliedern an ...“

#### Übersiedelung nach West-Berlin
Nach misslungenem Anwerbeversuch seitens des Ministeriums für Staatssicherheit wurde Gresch zum schnellen Verlassen der DDR gedrängt. Am 12. Juni 1987 konnte er nach West-Berlin übersiedeln, wo er am alliierten innerstädtischen Grenzkontrollpunkt Checkpoint Charlie im Januar 1988 eine mehrtägige öffentliche Mahnwache hielt, welche die Freilassung der inhaftierten Oppositionellen Bärbel Bohley, Freya Klier, Stephan Krawczyk, Wolfgang Templin, Ralf Hirsch u. a. anlässlich der Ostberliner Liebknecht-Luxemburg-Demonstration forderte.

### Künstlerischer Werdegang seit der Einheit Deutschlands
Steffen Gresch spielte in Das Tagebuch des Caspar Hauser (Buch und Regie: Jürgen Wönne) – ein Auftragswerk für die Kaspar-Hauser-Tage 1992 in Ansbach (Uraufführung  am 28. November 1992 in Ansbach) – die Hauptrolle des Kaspar Hauser.
Die Deutsche Welle TV begleitete die Kaspar-Hauser-Tage und die Premiere mit einer Kurzfilmproduktion, in welcher Gresch ebenfalls als Kaspar Hauser auftritt.
In der Sommertheatersaison 1995 der Cristallerie Wadgassen (Villeroy & Boch) wirkte er als Don Francisco  in L. M. Cossas preisgekrönter Komödie LA NONA – Oma frisst! (Regie: Gerald Uhlig; Mitwirkende: Ingrid Braun und Christiane Heinemann) mit.
Sein Stück Faust hatte 1999 im Saarbrücker Studio-Theater Premiere. Gresch schrieb Ivan Turgenevs gleichnamige Briefnovelle zu einem 75-minütigen Bühnenstück um, führte selbst Regie und spielte sämtliche Rollen. „Ein gelungener Versuch, Literatur und Theater zu verbinden,“ stand im Trottoir. Deutsches Kleinkunstmagazin.
In  Kooperation mit dem Saarbrücker Tenor, Pianisten und Musikprofessor Charles Robin Broad beteiligte er sich an Mozart- und Beethoven-Revuen als Autor, Narrator, Schauspieler und Sänger. Er spielte in Mozart ohne Kugeln, aber bitte mit Likör! (2006) den mutmaßlich von Antonio Salieri vergifteten Mozart.
Was Sie schon immer über Beethoven wissen wollten, aber nie zu fragen wagten (2007/2008, 2011), wurde von der Saarbrücker Zeitung als „Eine Revue mit Bildungsauftrag“ kommentiert.
Gresch trat als Sprecher in Jürgen Wönnes Theatercollage Strindberg und die Frauen auf.
Szenische Lesungen von Klassikern und Modernen Klassikern wie Goethe, Heine, Kleist, Morgenstern und Kafka und zahlreiche literarische Märchenabende.
Von 1995 bis 2011 moderierte Gresch im Saarland den Tag der Erde (Weltweit jährlich am 22. April begangener Umwelttag).
Gemeinsam mit dem Saarbrücker Kulturmäzen und Umweltaktivisten Horst Ferdinand Lühmann brachte er 2004 als leitender Redakteur die Saarländische Regional-Anthologie „Gut im Bild“ (Resonanz Verlag Saarbrücken) heraus. Er schrieb zwei Theaterstücke und lebt heute in Karlsruhe.
Steffen Gresch ist als Zeitzeuge am Zeitzeugenportal „20 Jahre Friedliche Revolution und Deutsche Einheit“ der Bundesstiftung zur Aufarbeitung der SED-Diktatur aktiv beteiligt.
Theaterstücke:
- Al Capone trifft Lolita. Kriminalkomödie (Urlesung, Saarbrücken, 2003).
- Das Meer schluckt auch uns Helden. Deutsch-deutsche Tragikomödie (Urlesung, Saarbrücken, 2008).